# Submersisphaeria rattanicola
Submersisphaeria rattanicola är en svampart som beskrevs av J. Fröhl. & K.D. Hyde 2000. Submersisphaeria rattanicola ingår i släktet Submersisphaeria och familjen Annulatascaceae.   Inga underarter finns listade i Catalogue of Life.